# 永川重幸
永川 重幸（ながかわ しげゆき、明治34年（1901年）1月11日 - 昭和47年（1972年）4月23日）は日本の実業家、政治家。元電気商事代表取締役、米子機工専務取締役。元米子市議会議員。
英文学者永川玲二の父。

## 経歴
大正9年（1920年）東京商工学校電気科卒。中国電力（株）米子営業所長に就任、昭和26年（1951年）退職。
米子市会議員当選三回、米子市監査委員、家庭裁判所調停委員を歴任する。

## 人物像
趣味は油絵、囲碁、尺八。宗教は曹洞宗。住所は米子市錦町。

## 家族
- 妻・千鶴（出雲市[4]、松田信夫の妹[4]）

明治39年（1906年）生～没
- 子供

精一
玲二
祐三